# Hydrophis inornatus
Hydrophis inornatus är en ormart som beskrevs av Gray 1849. Hydrophis inornatus ingår i släktet Hydrophis och familjen giftsnokar och underfamiljen havsormar. IUCN kategoriserar arten globalt som otillräckligt studerad. Inga underarter finns listade i Catalogue of Life.
Arten förekommer i Indiska oceanen nära kusterna. Enligt en uppskattning från 1999 lever den mellan Filippinerna, Australien och Nya Guinea. Antagligen har Hydrophis inornatus liksom flera andra havsormar ett giftigt bett.